# Ismael Santos
Ismael Fabián Santos Rodríguez (Orense, España, 26 de abril de 1972) es un exjugador de baloncesto y guía de alta montaña español. Con 1,92 metros de estatura, jugaba en la posición de escolta.

## Biografía
Nacido en Orense, a los trece años se fue a Madrid para jugar en las categorías inferiores del Real Madrid, debutando como profesional en 1989 y jugando después durante 9 temporadas en el primer equipo. En 1999 dejó el Real Madrid para jugar en Italia y Grecia durante 4 temporadas. Su posición en la pista era base-escolta y aunque en categorías inferiores destacaba por ser un jugador muy resolutivo en ataque, en el profesionalismo se adaptó a un rol de jugador defensivo llegando a convertirse en uno de los mayores especialistas en defensa de Europa.
Después de su retirada en el 2003 cambió sus intereses por los del mundo de la montaña (alpinismo), abriendo su propia empresa que trabaja con guías profesionales en el 2007 y convirtiéndose en Guía Acompañante de montaña en el 2009.

## Clubes
- 1985-1989  Categorías inferiores del Real Madrid
- 1989-1991 Real Madrid.
- 1991-1992 CB Guadalajara
- 1992-1999 Real Madrid
- 1999-2001 Benetton Treviso.  Italia
- 2001-2002 Dafni Atenas.  Grecia
- 2002-2003 Basket Draghi Novara.  Italia

## Palmarés
Clubes
- Euroliga (1): 1995.
- Liga ACB (2):  1993, 1994.
- Copa del Rey (1): 1993.
- Recopa (1):  1997.
- Copa de baloncesto de Italia (1): 2000.

Selección
- Eurobasket sub-22. Selección de España (Ljubljana - 1994)

## Nominaciones
- 1992-93 ACB. Real Madrid Teka. Mejor Debutante. Revista Gigantes del Basket.
- 1993-94 ACB. Real Madrid Teka. Mejor Defensor. Revista Gigantes del Superbasket.
- 1996-97 ACB. Real Madrid Teka. Mejor Defensor. Revista Gigantes del Superbasket.

## Vida personal
Entre 2003 y 2011 estuvo casado con la presentadora estadounidense Kay Rush, con la que vivió entre Madrid y Chamonix, a los pies del Mont Blanc. Anteriormente también estuvo casado con la jugadora de baloncesto española Blanca Ares.